# Paul Collier
Sir Paul Collier, född 23 april 1949, är en brittisk nationalekonom. 
Han utsågs 2010 och 2011 till en av de främsta tänkarna i världen (”top global thinkers”) av tidskriften Foreign policy. Han har på senare år uppmärksammats för sitt bidrag till debatten om migrationspolitik, bland annat i form av boken Exodus. How migration is changing our world (2013).

## Biografi
Paul Collier är i dag professor i ekonomi och public policy vid Blavatnik School of Government på University of Oxford, där han också är direktör för Centre for the Study of African Economies och Professional Fellow vid Saint Antony's College. Utöver det är han direktör för International Growth Centre. Åren 1998–2003 gjorde han ett avbrott i sin universitetstjänstgöring och var direktör för Development Research Group vid Världsbanken.
Hans forskning handlar om orsakerna till inbördeskrig och deras konsekvenser; effekterna av utvecklingsbistånd och problemen med demokrati i låginkomstsamhällen som är rika på naturresurser; urbanisering i låginkomstländer; privata investeringar i afrikansk infrastruktur och förändrade organisatoriska kulturer.

## The bottom billion
År 2007 utgav Collier boken The bottom billion. Why the poorest countries are failing and what can be done about it. I den utreder han varför de fattigaste länderna i världen – ”the bottom billion” (den nedersta miljarden) – inte lyckas utveckla sig och övervinna de många problem som invånarna i dessa länder står inför. Som ett resultat av sin analys pekar Collier på en rad fällor som snärjer de cirka femtio failed states, däribland inbördeskrig, beroende av utvinning och export av naturresurser och dåligt styre. Han menar att standardlösningar inte fungerar: utvecklingsbistånd är ofta ineffektivt och globalisering kan faktiskt göra situationen värre genom att förflytta utvecklingen till mer stabila länder. Vad ”the bottom billion” enligt Colier behöver är en djärv ny plan stödd av industriländerna. Om dessa länder någonsin ska kunna hjälpas måste G8 inrätta en förmånlig handelspolitik, nya lagar mot korruption, nya internationella fördrag och även genomföra försiktigt kalibrerade militära interventioner.

## Exodus. How migration is changing our world
År 2013 utgav Collier boken Exodus. How migration is changing our world. I den menar han att omfattningen av den migration som drivs av internationell ojämlikhet är så stor att den enligt honom skulle kunna göra nationer så som vi känner dem obsoleta. Både värdländer och ursprungssamhällen kan bli multinationella. Värdländer kan finna sig i en situation där de består av många distinkta samhällen som samexisterar men inte interagerar, medan ursprungssamhällena kan skingras och få sitt ekonomiska centrum utanför ursprungslandet. För ingen skulle det land man är bosatt i sammanfalla med ens nationella identitet. I boken diskuterar Collier om detta scenario är troligt och om det spelar någon roll.
Boken bygger på egen forskning om de ekonomiska och sociala följderna av migration. Han pläderar för en måttfullare och mer selektiv invandring från utvecklingsländer till Europa och USA och tar då särskilt fasta på forskning av Robert Putnam om den samhälleliga fragmentiseringen som följd av bristande socialt kapital och bristande ömsesidig tillit mellan invånarna i ett land. Bristande ömsesidig tillit förhindrar därtill i många utvecklingsländer i framför allt Afrika att effektiva organisationer och produktiva ekonomiska strukturer uppkommer. Han förklarar detta i boken: ”Vidmakthållet samarbete är avhängigt av tillit. Den utsträckning i vilken folk är villiga att lita på varandra varierar enormt mellan samhällen. Högtillitssamhällen är bättre på att samarbeta och har lägre transaktionskostnader eftersom de är mindre beroende av formella tvångsåtgärder. Så sociala normer spelar roll, precis som formella institutioner. De normer som är förhärskande i höginkomstsamhällen ger upphov till mycket lägre nivåer av våld mellan personer och högre nivåer av tillit än de som råder i låginkomstsamhällen.”
Migranter kommer i många fall från länder med icke-fungerande sociala modeller och föga samhälleligt och institutionellt förtroendekapital. Dessa brister tar de med till invandringsländerna och höjer därmed de sociala kostnaderna med integration.
I en artikel i The guardian adresserar Paul Collier frågan om vilken effekt invandring har på sammanhållningen i samhället: ”De viktiga effekterna av invandring är sociala och långsiktiga, inte ekonomiska och kortsiktiga. De huvudsakliga långsiktiga sociala effekterna gäller förmodligen befolkningens storlek och dess mångfald. [...] När det gäller mångfald inbegriper den en följdverkan: när den ökar så ökar variationen, men sammanhållningen minskar. Variation är bra, men tyvärr innebär minskad sammanhållning att väljarna blir mindre villiga att stödja generösa välfärdsprogram. [---] Kopplingen mellan variation och sammanhållning påverkar olika sociala grupper olika. Den unga och välbärgade medelklassen är den stora vinnaren av mångfald. I kontrast till detta är människor som är beroende av transfereringar de mest sårbara för en försvagning av sammanhållningen.” Han lyfter fram detta som en förklaring till framgången för United Kingdom Independence Party. ”Den takt i vilken migranterna assimilieras verkar vara långsammare än förväntat. Invandrare har tenderat att klunga ihop sig och detta minskar den sociala interaktionen utanför gruppen. Efter den ökade invandringen [till Storbritannien] sedan 1997 kan det således vara lämpligt att ha en tillfällig fas av långsammare invandring medan vi tacklar dess sociala konsekvenser.”

## Utmärkelser
Collier utnämndes 2008 till Commander of the Order of the British Empire (CBE)  och 2014 till Knight Bachelor för sina insatser för att främja forskning och förändrad politik i Afrika.
År 2013 erhöll Collier A.SK Social Science Award av Wissenschaftszentrum Berlin für Sozialforschung.
I november 2014 tilldelades Collier President’s Medal av British Academy för ”sitt pionjärbidrag till att överföra idéer från forskning till politiken inom området afrikansk ekonomi”. I juli 2017 invaldes Collier som ledamot av British Academy.